# Герб Ярвамаа
Герб Ярвамаа (ест. Järvamaa vapp) разом із прапором є офіційним символом Ярвамаа, одного з повітів Естонії.
Затверджено 5 лютого 1937 року.

## Опис герба
У синьому полі срібний замок із вежею, під ним — три срібні тонкі хвилясті балки.

## Значення
Укріплення уособлюють замок Ордена мечоносців Вайссенштайн (Білий Камінь) і побудовану біля нього 30-метрову вежу, названу Рампарт (первісно — Довгий Герман або Валліторі), які знаходяться в адміністративному центрі повіту місті Пайде.
Хвилясті балки означають озера та річки повіту.